# Tököld
Tököld (szlovákul Tekolďany) község Szlovákiában, a Nagyszombati kerület Galgóci járásában.

## Fekvése
Galgóctól 14 km-re északkeletre, a Tököldi-patak felső folyásánál található.

## Története
A régészeti leletek tanúsága szerint területén már az újkőkorban éltek emberek.
A mai települést 1310-ben említik Tekulchen néven először. 1342-ben Tukulchen, 1773-ban Tekolgyany alakban szerepel a korabeli forrásokban. Első említésekor a Hont-Pázmány nembeli Kozma fia Péter birtoka volt. Később a galgóci uradalom része, az Erdődyek, majd 1642-től a Forgách család birtoka lett. Szőlőskertje volt, lakói főként mezőgazdasággal foglalkoztak. 1869-ben 123-an éltek a községben.
Vályi András szerint TÖKÖLD. Tót falu Nyitra Várm. földes Ura Gr. Erdődy Uraság, lakosai katolikusok, fekszik F. Atrakoz közel, és annak filiája; határja ollyan, mint F. Atraké.
Fényes Elek szerint Tököld, (Tekolgyán), tót falu, Nyitra vmegyében, Rodosnához délre 1 órányira: 86 kath. lak. F. u. gróf Erdődy Józsefné. Ut. post. Nagy-Ripény.
Nyitra vármegye monográfiája szerint Tököld, Tót-Dióstól délre, F.-Attrak mellett, 149 r. kath. tót lakossal. Postája Felső-Attrak, távirója és vasúti állomása Galgócz. Földesurai az Erdődyek voltak. 1310-ből származó feljegyzések szerint e községnek hajdan „Tökölcsény” (Tekulchen) volt a neve.
A trianoni békeszerződésig Nyitra vármegye Galgóci járásához tartozott. 1975 és 1990 között Felsőatrak része, ma ismét önálló község.

## Népessége
| Év:            | 1994. | 2004.   | 2014.    | 2024.    |
| -------------- | ----- | ------- | -------- | -------- |
| Emberek száma: | 175   | 165     | 140      | 118      |
| Eltérés:       |       | -5,71 % | -15,15 % | -15,71 % |

| Év:            | 2023. | 2024.   |
| -------------- | ----- | ------- |
| Emberek száma: | 114   | 118     |
| Eltérés:       |       | +3,50 % |

1910-ben 198, túlnyomórészt szlovák anyanyelvű lakosa volt.
2001-ben 164 lakosából 161 szlovák volt.
2011-ben 149 lakosából 147 szlovák volt.

## Nevezetességei
- A Rózsafüzér királynője tiszteletére szentelt római katolikus templomát 1934-ben építették.

## Külső hivatkozások
- E-obce.sk Archiválva 2009. augusztus 13-i dátummal a Wayback Machine-ben
- Községinfó
- Tököld Szlovákia térképén